# NK Borac Bakar
NK Borac je nogometni klub iz Bakra. 
Klupsko sjedište je na adresi Primorje 39, Bakar.
Trenutačno se natječe u 1. ŽNL Primorsko-goranska županija.  